# 東方諸教会
東方諸教会（とうほうしょきょうかい、東方正統教会・東方キリスト教などとも）は、西ヨーロッパからみて東方に位置する地域で主に信仰されているキリスト教の諸教派のうち、正教会（ギリシャ正教）にもカトリック教会にも帰属しない教会の総称である。東方教会に分類される。
「東方諸教会」には、エフェソス公会議で既に分かれた（つまり「非エフェソス」であって「非カルケドン」ではない）ネストリウス派の流れを汲むアッシリア東方教会が含まれる用例（この場合、非カルケドン派＋アッシリア東方教会＝東方諸教会）と、アッシリア東方教会を含まず非カルケドン派正教会と同義として扱う場合がある。
日本では東方正統教会等と呼んでいる事例がある。

キリスト教諸教派の成立の概略を表す樹形図。更に細かい分類方法と経緯があり、この図はあくまで概略を示すものである。

## 概要
東方諸教会は、カルケドン公会議で異端とされて東ローマ帝国の教会（のちの正教会）から分離した、いわゆる単性論と看做された派と、ネストリウス派の教会を指す総称である。
「単性論派」と呼ばれる諸教会は、自らを「単性論」とはみなしておらず（これらの教会はエウテュケス主義のみを「単性論」と捉え、自派の「合性論」を単性論とは看做さず）、単性論教会と分類されることを拒絶・否定している。
合性論を採る諸教会に対するより中立的な呼称としては「非カルケドン派」がある。非カルケドン派は広義にはネストリウス派教会を含み得なくはない（エフェソス公会議で分かれたのち、カルケドン公会議でも分離が再確認されたため）が、通常ではこれを含まず、専ら合性論を採る諸教会を指す用法の方が一般的である。
また、英語のOriental Orthodoxy（オリエンタル・オーソドックス)には、ネストリウス派のアッシリア東方教会が含まれないが、日本語の「東方諸教会」には含まれることが多いため、"Oriental Orthodoxy"と「東方諸教会」の概念は完全には一致しない。
東方諸教会は、異称を「非メルキト派」ともいう。メルキトとはシリア語の「皇帝の，皇帝派の」を意味する malkayaに由来し、東ローマ帝国治下、東方諸教会が正教会を「メルキト教会」と呼んだことに起因する名である。ただし正教会側が「メルキト」を自称することはない。
東方諸教会や正教会から分離してローマ教皇の権威とカトリックの教義を認め、独自の典礼（東方典礼）を維持したままローマ・カトリックの傘下に移った教会（マロン典礼カトリック教会など）を東方典礼カトリック教会（ユニア教会・帰一教会）と言う。東方典礼カトリック教会は、一般には東方諸教会に含めない。

## 特徴・分布
東方諸教会のうち非カルケドン派正教会は、聖母マリアを神の母として認め崇敬している（ネストリウス派教会は認めていない）。また、主教・司祭・輔祭といった聖職位階制度を有しており、修道院制度を有している。但し、修道会制度は存在しない。
主にエジプト・イスラエル・ヨルダン・シリア・レバノン・イラクといった中東、ならびにスーダン・エチオピア・エリトリアといった北東アフリカに分布する。エジプトでは人口の1割がコプト正教会に属し、エチオピアでは人口の半数以上がエチオピア正教会に属しており、その規模は小さくない。また米国・西欧諸国への移民達の間でも信仰されており、そうした移民等を通じて近年、中東・北東アフリカ以外の地域への広がりをみせつつある。

## 東方諸教会の一覧

### 非カルケドン派正教会

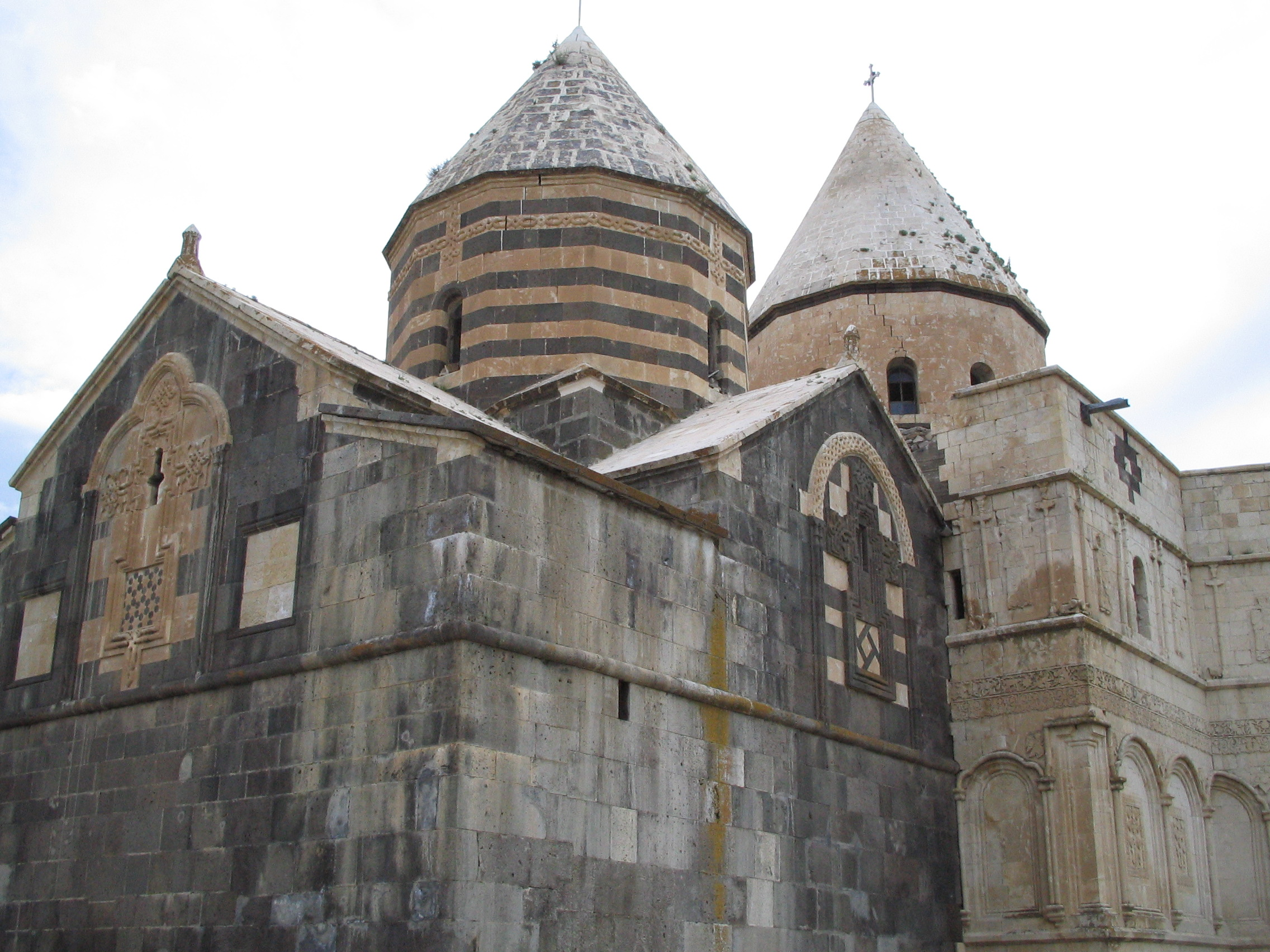
イラン北西部（Qara kelisa）にあるアルメニア使徒教会の聖堂。

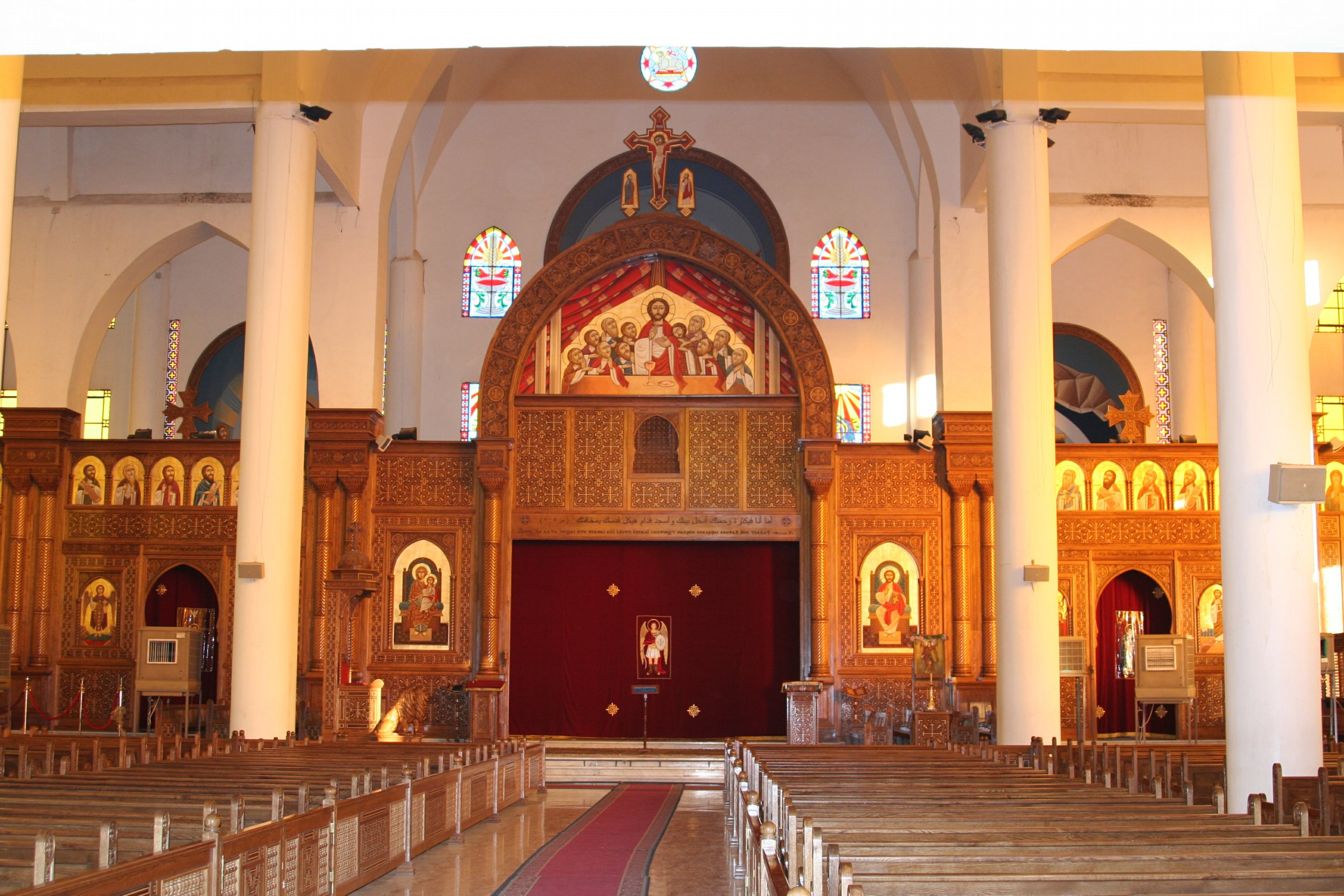
アスワン（エジプト）にある、コプト正教会の聖ミカエル聖堂の内観。正面に見えるのはギリシャ系の正教会とほとんど同様のイコノスタシス。

シリア正教会
使徒時代のアンティオキア教会からの継承をカルケドン派正教会と同様に自覚している。シリア語とアラビア語を奉神礼に用いている。ヤコブ派という異称があるが、ヤコボス・バラダイオスの働きをシリア正教会自身も尊重するものの、この異称は蔑称としての傾向を持っており、シリア正教会自身が使う事は無い。主にシリア、トルコに分布する。首座主教はアンティオキア総主教であり、ギリシャ正教系のアンティオキア総主教と並立する態をなしている。その管掌範囲はシリア一国にとどまらずイラクなどにも及んでおり、欧米にも移民を通じて普及するなどしている。また、歴史的経緯からインド正教会も傘下にある。
アルメニア使徒教会（アルメニア正教会）
301年、アルメニア王国が世界で初めてキリスト教を国教化したことに始まる。主にアルメニア、トルコに分布し、アメリカにも多い。東方典礼カトリック教会であるアルメニア典礼カトリック教会とは別のもの。
コプト正教会
「コプト」とはエジプトの古い呼び名。コプト語とアラビア語で奉神礼を行う。主にエジプトに分布するが、海外への移民を通してエジプト国外（イギリス・フランスなど）にも広がりを見せている（英国正教会はコプト正教会に連なる）。首座主教であるアレクサンドリア総主教は教皇（パパ：ギリシア語: Πάπας、英語: Pope）の称号を古くから保持しており、「パパ・アレクサンドリア総主教」や「コプト教皇」などと称される。ギリシャ正教系の正教会にもアレクサンドリア総主教が居り、これと並立する態をなしているのは、上記の通り並立して存在するアンティオキア総主教と事情が似ている。
エチオピア正教会
エチオピア正教会はサハラより南で唯一、植民地時代以前から存在する教会である。アクスム王国はコプト（エジプト）からキリスト教を受け入れ国教とし、エチオピア帝国時代まで国教とされていた。1959年に独立教会となるまではコプト正教会の一部であったが、現在非カルケドン派正教会の中では最大規模を誇る。独特の形状をした、意匠が凝らされた十字架が用いられている事でも知られる。エチオピアクロスは様々な輸入雑貨店等で扱われている。
エリトリア正教会
エリトリア独立に伴い、上記のエチオピア正教会から独立して成立した教会。
インド正教会
南インドのマラバール海岸一帯に分布する。

### ネストリウス派
アッシリア東方教会
ネストリウス派に起源を持つ。主にイラク、トルコに分布し、アメリカにも多い。東方典礼カトリック教会であるカルデア典礼カトリック教会とは別のもの。ネストリウス派はカルケドン公会議でも改めて主流派から異端とされたものの、カルケドン公会議以前のエフェソス公会議で既に異端とされていたため、当教会を非カルケドン派という呼称のカテゴリには含めないことがある。

## ギャラリー

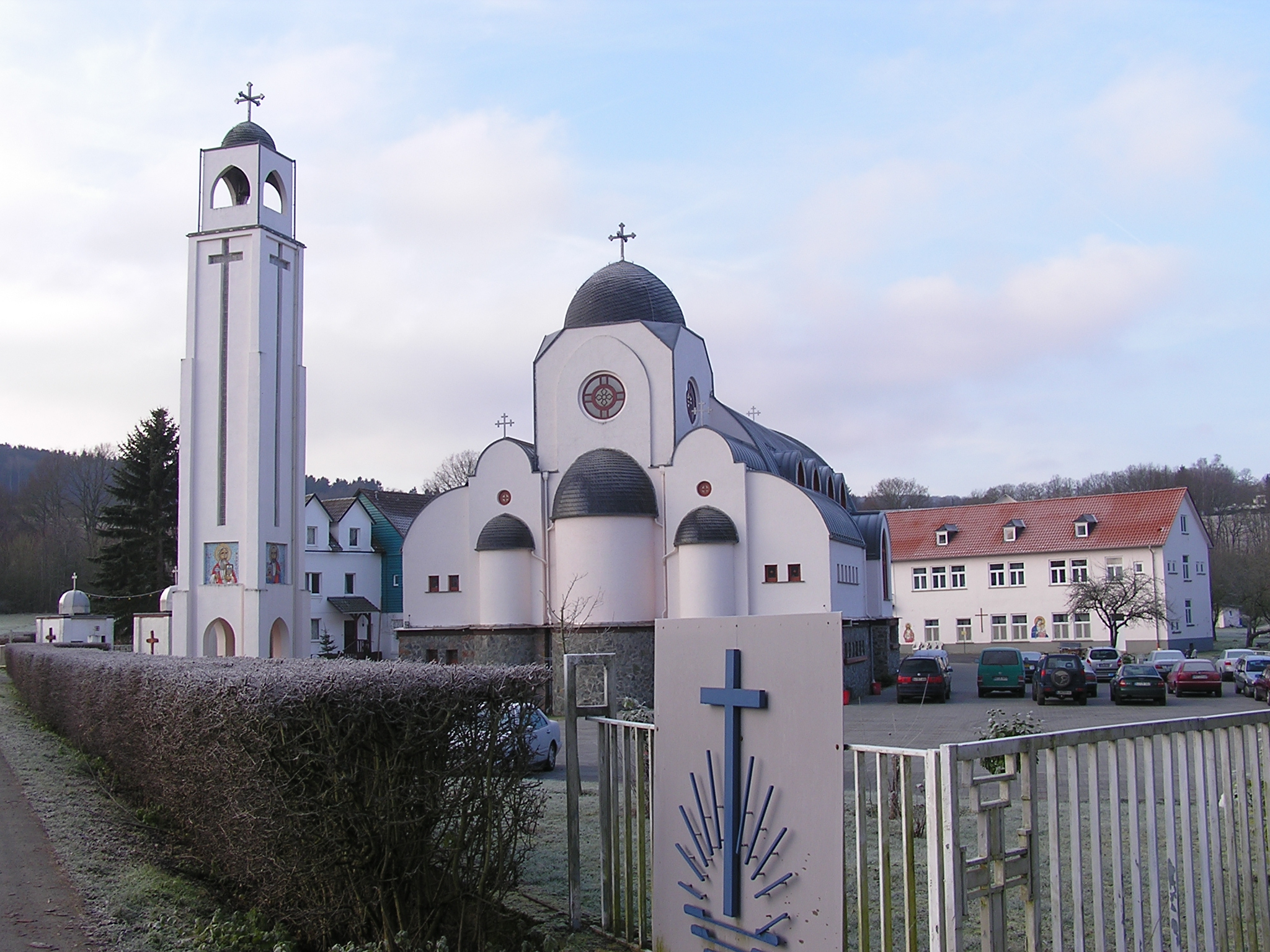
ドイツにあるコプト正教会の聖堂
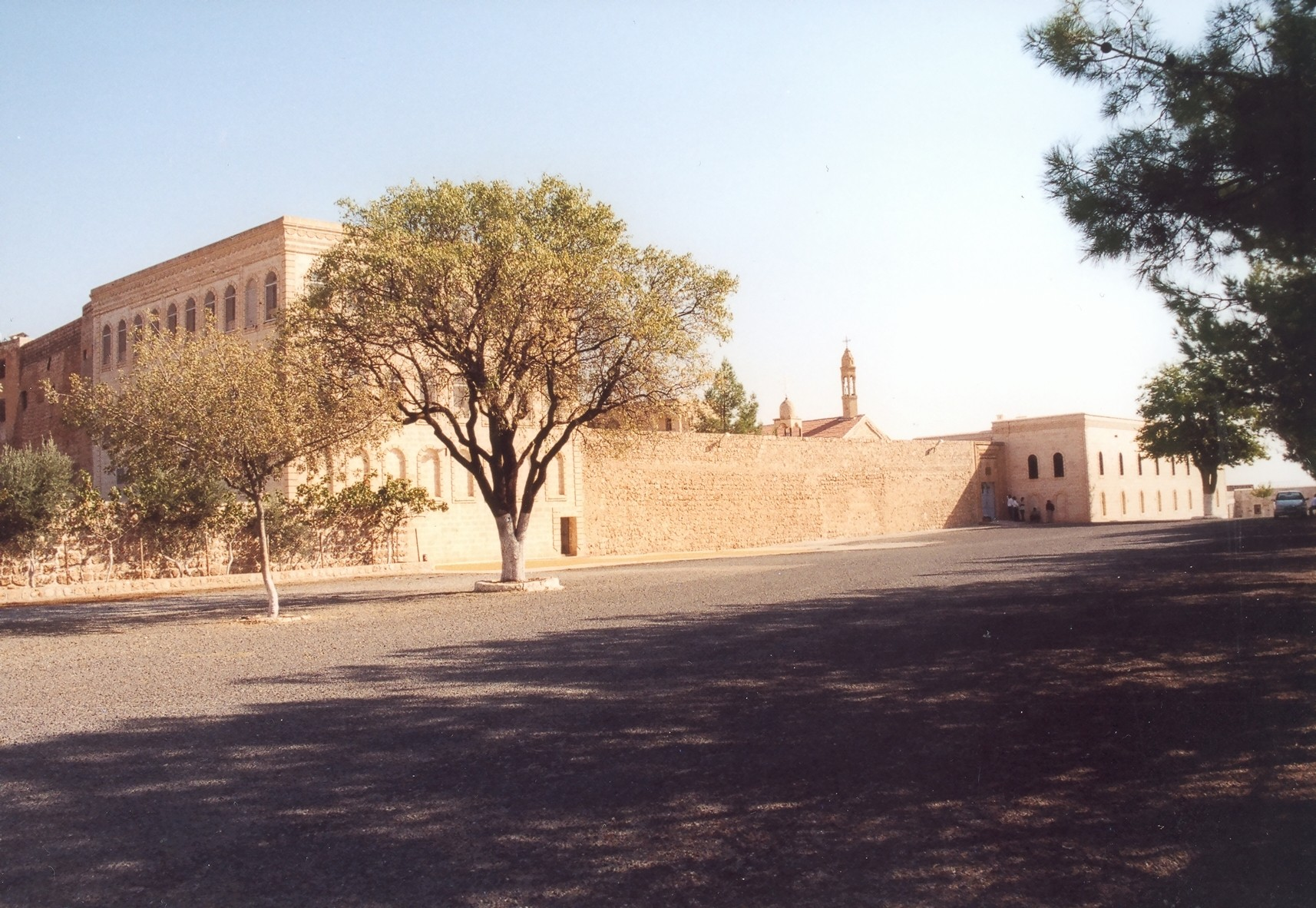
トルコ南東・マルディン県にあるシリア正教会の聖ガブリエル修道院
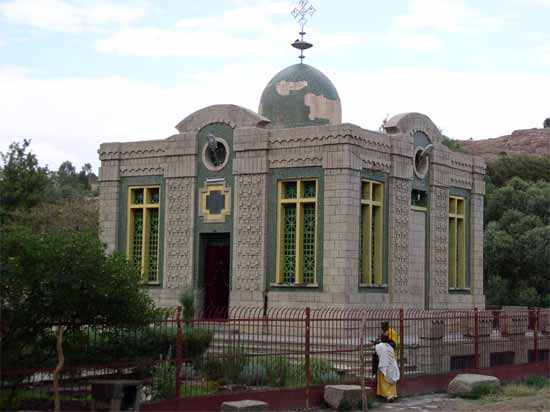
エチオピア正教会の聖堂

## 関連文献
- 菅瀬晶子 『新月の夜も十字架は輝く - 中東のキリスト教徒』（「イスラームを知る」シリーズ） 山川出版社、2010年　ISBN 9784634474666